# Penthetria heteroptera
Penthetria heteroptera är en tvåvingeart som först beskrevs av Thomas Say 1823.  Penthetria heteroptera ingår i släktet Penthetria och familjen hårmyggor. Inga underarter finns listade i Catalogue of Life.